# لويز فلبس كيلوغ
لويز فلبس كيلوغ (بالإنجليزية: Louise Phelps Kellogg)‏ هي مؤرخة أمريكية، ولدت في 12 مايو 1862، وتوفيت في 11 يوليو 1942.

## وصلات خارجية
- لويز فلبس كيلوغ على موقع الموسوعة البريطانية (الإنجليزية)